# 스테판 세세뇽
스테판 세세뇽(프랑스어: Stéphane Sessègnon, 1984년 6월 1일 ~ )은 베냉의 축구 선수로 베냉 축구 국가대표팀에서 주장을 맡고 있으며 현재 베냉 선수 가운데 국제 A매치 최다 출전 및 최다 득점 기록 보유자이기도 하다.

## 선수 경력

### 클럽
2003년 자국 리그팀인 르큉 드 라틀랑티크에서 프로에 입문한 후 프랑스, 잉글랜드, 터키의 여러 프로팀을 거치는 동안 현재까지 통산 478경기에서 61골을 기록 중이며 특히 파리 생제르맹 FC 소속 시절 77경기에서 9골을 기록하며 팀의 프랑스컵 통산 8번째 우승에 일조했으며 2008년 12월에는 UNFP 이달의 선수상에 선정되기도 했다. 이후 선덜랜드 AFC, 웨스트브로미치 앨비언, 몽펠리에 HSC를 거쳐 터키 쉬페르리그 소속의 겐츨레르비를리이 SK로 이적했다.

### 국가대표팀
2004년 6월 6일 카메룬과의 2006년 FIFA 월드컵 아프리카 지역 예선에서 국제 A매치 데뷔전을 치렀고 이후 83경기에서 24골을 터뜨렸으며 특히 2007년 가나에서 열린 4개국 친선 대회에서 팀의 준우승에 일조했고 2019년 아프리카 네이션스컵에도 출전하여 비록 1골도 넣지 못했으나 팀의 사상 첫 메이저 대회 8강 진출에도 큰 힘을 실어줬다.